# Yola wraniki
Yola wraniki är en skalbaggsart som beskrevs av Wewalka 2004. Yola wraniki ingår i släktet Yola och familjen dykare. Inga underarter finns listade i Catalogue of Life.